# Grohot, Hunedoara

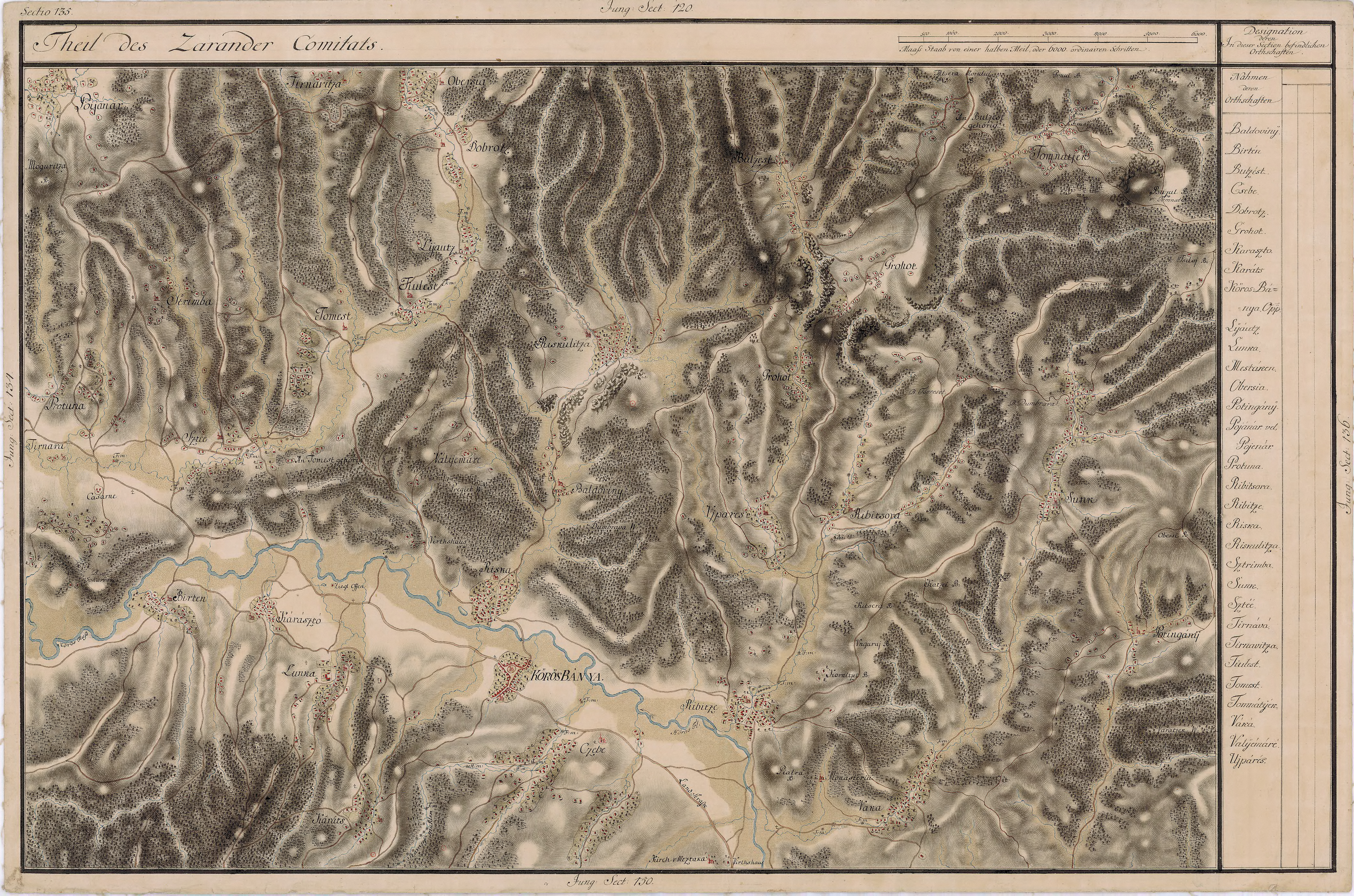
Grohot în Harta Iosefină a Transilvaniei, 1769-73

Grohot este un sat în comuna Bulzeștii de Sus din județul Hunedoara, Transilvania, România.

## Obiective turistice
- Podul natural de la Grohot (rezervație naturală, 1 ha).
- Biserica de lemn din Grohot